# Lätt weltervikt i boxning vid olympiska sommarspelen 1972
Resultat från boxning vid olympiska sommarspelen 1972 och herrarnas lätta weltervikt. Boxarna vägde under 63,5 kg. Tävlingarna arrangerades i München.

## Medaljörer
| Klass           | Guld             | Silver                    | Brons                        |
| Lätt weltervikt | Ray Seales · USA | Angel Angelov · Bulgarien | Issaka Daborg · Niger        |
| Lätt weltervikt | Ray Seales · USA | Angel Angelov · Bulgarien | Zvonimir Vujin · Jugoslavien |

## Resultat

### Första rundan
| Vinnare                      | Resultat      | Förlorare                     |
| Första rundan                | Första rundan | Första rundan                 |
| ---------------------------- | ------------- | ----------------------------- |
| James Montague (IRL)         | TKO-3         | Nosrat Vakil Monfared (IRI)   |
| Ray Seales (USA)             | 3-2           | Ulrich Beyer (GDR)            |
| Anatolij Kamnev (URS)        | KO-2          | Roy Johnson (BER)             |
| Andres Molina (CUB)          | TKO-2         | Pentti Saarman (FIN)          |
| Emiliano Villa (COL)         | 5-0           | Tomsah Milwal Okalo (SUD)     |
| Graham Moughton (GBR)        | 5-0           | Malang Balouch (PAK)          |
| Zvonimir Vujin (YUG)         | TKO-2         | Robert Mwakosya (TAN)         |
| Sodnom Gombo (MGL)           | 5-0           | Ytham Kunda (ZAM)             |
| Angel Angelov (BUL)          | TKO-3         | Luis Contreras (VEN)          |
| Walter Desiderio Gomez (ARG) | 5-0           | Krzysztof Pierwieniecki (POL) |
| Srisook Buntoe (THA)         | 4-1           | Ernesto Bergamasco (ITA)      |
| Calistrat Cuţov (ROU)        | 4-1           | Mohamed Muruli (UGA)          |
| Park Tai-Shik (KOR)          | TKO-3         | Abdou Fall (SEN)              |
| Issaka Dabore (NIG)          | TKO-3         | Odartey Lawson (GHA)          |
| Laudiel Negron (PUR)         | 4-1           | Obisia Nwakpa (NGR)           |
| Kyoji Shinohara (JPN)        | 5-0           | Fekadu Gabre Selassie (ETH)   |

### Andra rundan
| Vinnare               | Resultat     | Förlorare                    |
| Andra rundan          | Andra rundan | Andra rundan                 |
| --------------------- | ------------ | ---------------------------- |
| Ray Seales (USA)      | 5-0          | James Montague (IRL)         |
| Andres Molina (CUB)   | KO-3         | Anatolij Kamnev (URS)        |
| Graham Moughton (GBR) | 3-2          | Emiliano Villa (COL)         |
| Zvonimir Vujin (YUG)  | 3-2          | Sodnom Gombo (MGL)           |
| Angel Angelov (BUL)   | 4-1          | Walter Desiderio Gomez (ARG) |
| Srisook Buntoe (THA)  | TKO-3        | Calistrat Cuţov (ROU)        |
| Issaka Dabore (NIG)   | TKO-3        | Park Tai-Shik (KOR)          |
| Kyoji Shinohara (JPN) | 5-0          | Laudiel Negron (PUR)         |

### Kvartsfinaler
| Vinnare              | Resultat      | Förlorare             |
| Kvartsfinaler        | Kvartsfinaler | Kvartsfinaler         |
| -------------------- | ------------- | --------------------- |
| Ray Seales (USA)     | 3-2           | Andres Molina (CUB)   |
| Zvonimir Vujin (YUG) | 5-0           | Graham Moughton (GBR) |
| Angel Angelov (BUL)  | TKO-2         | Srisook Bantow (THA)  |
| Issaka Dabore (NIG)  | 3-2           | Kyoji Shinohara (JPN) |

### Semifinaler
| Vinnare             | Resultat    | Förlorare            |
| Semifinaler         | Semifinaler | Semifinaler          |
| ------------------- | ----------- | -------------------- |
| Ray Seales (USA)    | 5-0         | Zvonimir Vujin (YUG) |
| Angel Angelov (BUL) | 5-0         | Issaka Dabore (NIG)  |

### Final
| Vinnare          | Resultat | Förlorare           |
| Final            | Final    | Final               |
| ---------------- | -------- | ------------------- |
| Ray Seales (USA) | 3-2      | Angel Angelov (BUL) |